# Брам-шкотовый узел
Брам-шко́товый у́зел (англ. Double Sheet Bend) — морской соединяющий тросы временный узел, название которого, также как и шкотового узла, произошло от «брам-шкота» (наименование такелажа). Брам-шкотовый узел — надёжнее шкотового узла, но не крепче. Брам-шкотом растягивают шкотовые углы нижней кромки прямого паруса, когда ставят брамсели. Шкотовые узлы используют для ввязывания одинарных шкотов нижних парусов, а брам-шкотовые узлы применяют для ввязывания брам-шкотов и бом-брам-шкотов, брам-фалов и бом-брам-фалов, а также брам-гитовых.
Надёжность брам-шкотовых узлов — выше шкотовых, так как они при прекращении тяги на трос развязываются не сразу. Отличия состоят в том, что петлю (или кренгельс) обносят ходовым концом троса не один, а два раза, а затем дважды пропускают её под коренной конец.
Брам-шкотовые узлы часто использовали при работе с такелажем во времена парусного флота, например, для взятия концом в огон брам-шкоты и брам-гитовы при ввязывании брам-гинцев в брам-фал и гинцев в топенант нижних реев.
Брам-шкотовым узлом можно надёжно соединить пару растительных тросов (пенька, сизаль) разного диаметра или синтетические тросы равного диаметра.
Ранее брам-шкотовый узел применяли в альпинизме для соединения альпинистских верёвок разного диаметра, но сейчас этот узел не применяют в альпинизме.

## Галерея

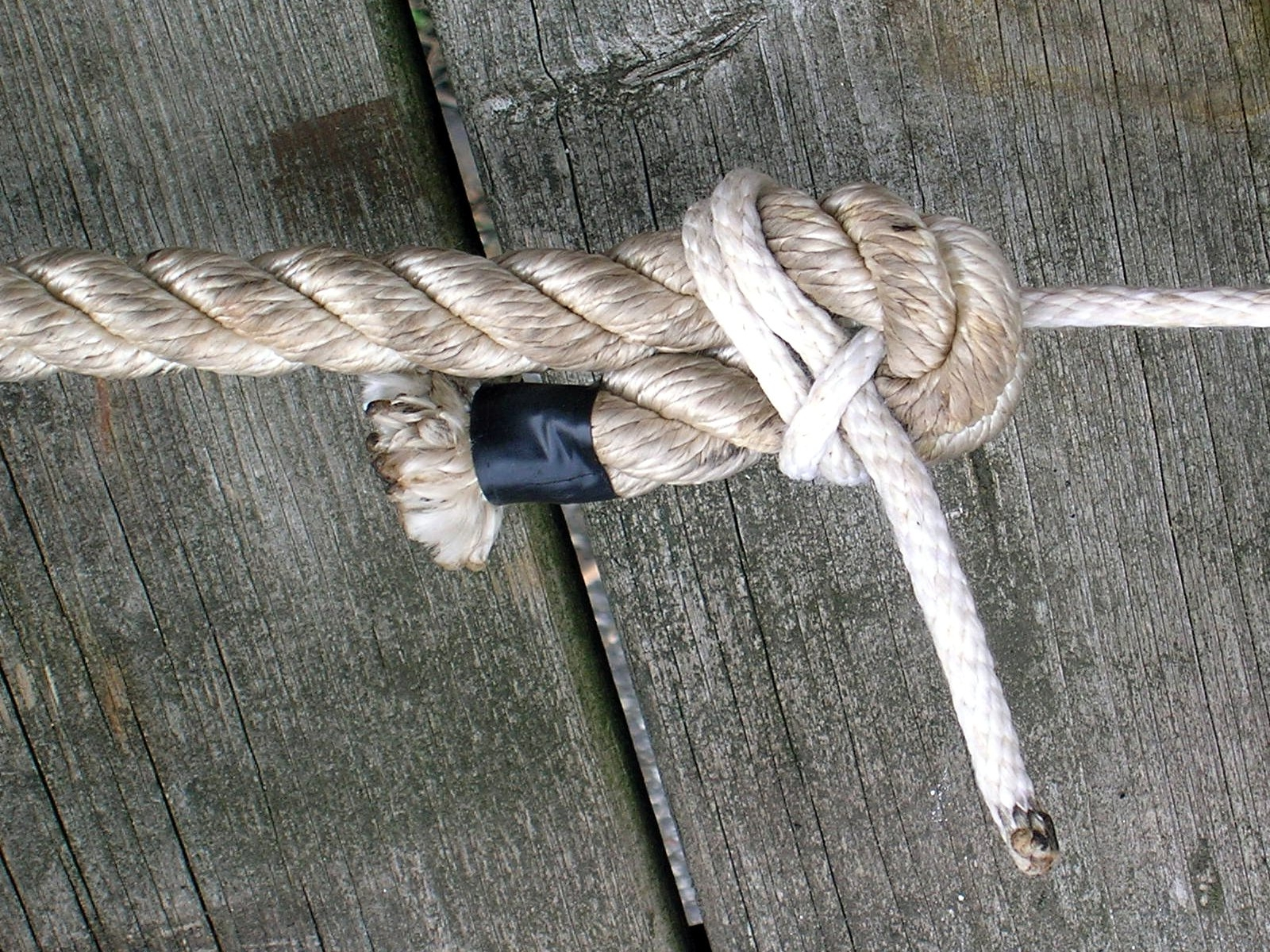
Правильно завязанный брам-шкотовый узел, ходовые концы расположены на одной стороне узла
Завязанный с ошибкой узел, ходовые концы на разных сторонах узла
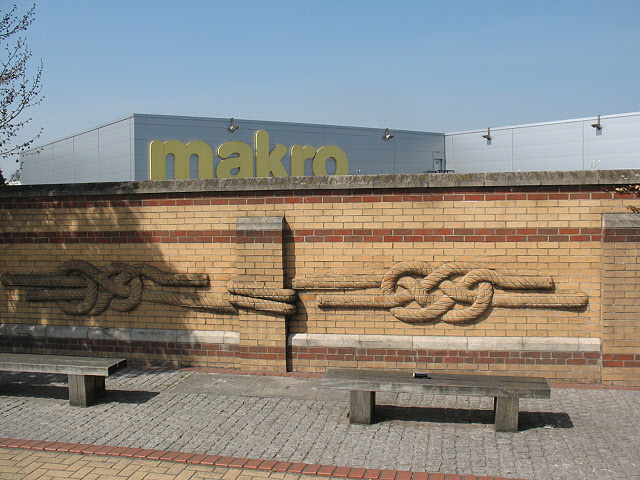
Стена скульптора John McKenna, Вулидж, Гринвич (боро Лондона), слева